# Batalla de Marató
La batalla de Marató (grec antic: Μάχη τοῦ Μαραθῶνος, Makhe tu Marathonos) fou un enfrontament entre els ciutadans d'Atenes, amb l'ajuda de Platea, i un exèrcit persa comandat per Datis i Artafernes. Fou el moment culminant de la Primera Guerra Mèdica, el primer intent de Pèrsia, aleshores governada per Darios I, de sotmetre Grècia. Malgrat la seva inferioritat numèrica, els grecs infligiren als perses una derrota sense pal·liatius que fou un punt d'inflexió en les guerres mèdiques.

## Rerefons
Pisistràtides, tirà d'Atenes, havia estat expulsat el 510 aC pels atenencs amb l'assistència de Cleòmenes I, rei d'Esparta. Va fugir a la cort de Darios a buscar ajuda.
Amb la fallida de la Revolta Jònica (499 aC - 494 aC), Darios frisava per subjugar els grecs i castigar-los per la seva participació en la revolta. El 492 aC, va enviar un exèrcit comandat pel seu gendre Mardoni, que prengué Tràcia i va obligar Alexandre I de Macedònia a sotmetre's de nou a Pèrsia. Tanmateix, durant l'intent d'avançar Grècia endins, gran part de la flota va ser destruïda per una tempesta i Mardoni va haver de retrocedir a Àsia.

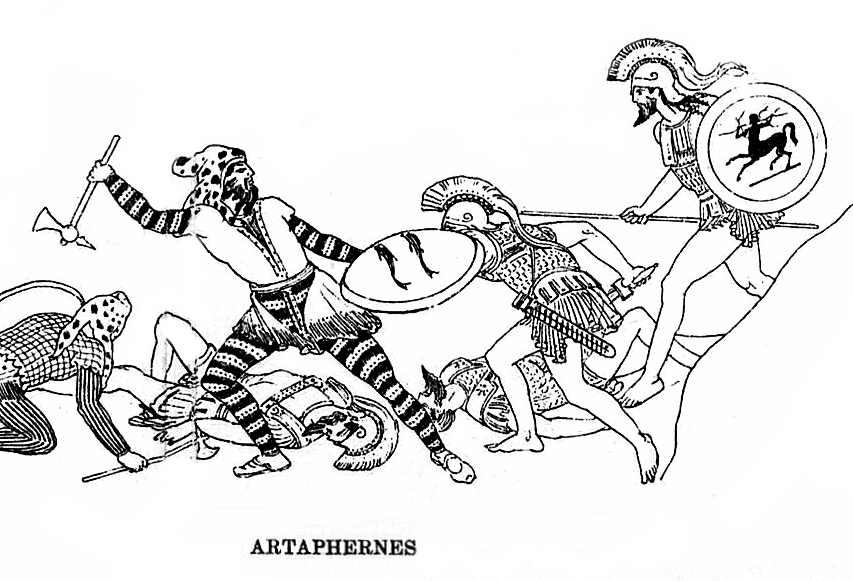
Artafernes lluitant contra els grecs a la batalla de Marató a l'Stoà Poikile (reconstitució)

Darios va conèixer per Hípies que els Alcmeònides, una poderosa família atenenca, estaven oposats a Milcíades i preparats per reinstal·lar Hípies, disposats a sotmetre's a les demandes perses a canvi que se'ls perdonés llur participació en la Revolta Jònica. Darios desitjava aprofitar-se d'aquesta situació per prendre Atenes, aïllant Esparta, de manera que se li lliuressin la resta dels grecs. Per tal que els atenencs es revoltessin, calia fer dues coses: encoratjar la població perquè es revoltés, i que l'exèrcit atenenc deixés Atenes.
Per encoratjar la revolta, Darios va planejar prendre Erètria, que oferiria poca resistència, i terroritzaria els atenencs. Per aconseguir que l'exèrcit atenenc deixés Atenes, l'exèrcit de Darios, ara comandat per Artafernes i Datis, un almirall mede, va ser enviat a principis de setembre del 490 aC perquè desembarqués a la badia de Marató i amenacés amb un atac terrestre sobre Atenes. Aquest exèrcit no tenia més de 25.000 infants i 1.000 cavallers, ja que va ser transportat completament per mar.
Els transports perses, escortats per la flota, van navegar de Samos a Naxos i van arribar a Carist a la costa meridional d'Eubea. D'allà van navegar pel canal d'Eubea fins a Erètria, on llurs objectius es feren clars als grecs.
Els eretris van enviar un missatge urgent a Atenes demanant ajuda. Els atenencs hi estigueren d'acord, però es van adonar que necessitarien més ajuda. Van enviar un correu als espartans i probablement als de Platea. El correu va arribar a Esparta el 9 de setembre, i els espartans acceptaren ajudar-hi, però van indicar que no podien anar a la guerra fins que les festes Carnees s'acabessin a la lluna plena dels dies 19 i 20 de setembre.
Artafernes va prendre part en l'exèrcit persa i assetjà Erètria. La resta de l'exèrcit va navegar amb Datis i va desembarcar a la badia de Marató. L'exèrcit atenenc, amb entre 9.000 i 10.000 soldats, era comandat per Cal·límac, el polemarc, i els seus deu generals tribals, i va marxar cap al nord des d'Atenes. Quan Cal·límac va saber que els perses havien desembarcat a la badia de Marató, va girar camí i va arribar a la vall d'Auló, on acampà el seu exèrcit davant l'altar d'Hèracles. Mil plateans es van unir a ell allà.
Com que era obvi per la disposició dels perses que no pensaven marxar contra Atenes, els atenencs van esperar els espartans. Durant vuit dies, els dos exèrcits romangueren pacíficament l'un davant l'altre.

## Batalla

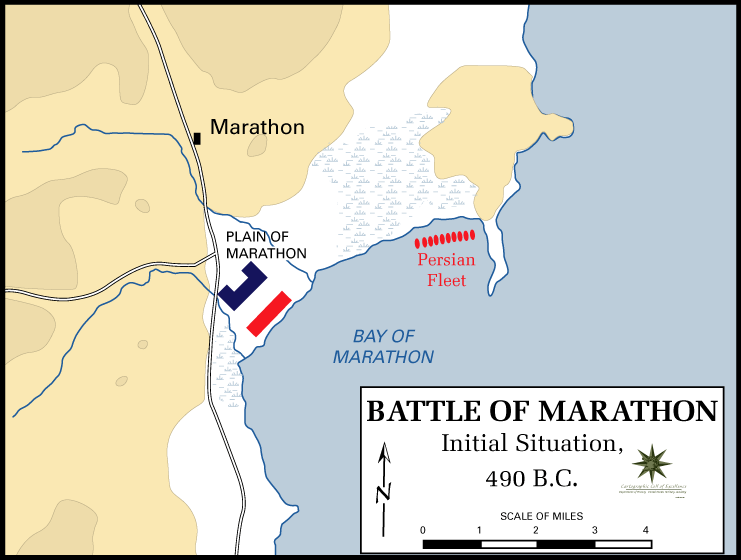
Les posicions inicials de les tropes abans de la confrontació. Els grecs (en blau) han replegat les ales per reforçar els cantons del seu centre significativament més petit, adoptant una forma de creixent. La flota persa (en vermell) n'espera una cap a l'est. Aquesta gran distància fins als vaixells va tenir un paper crucial en les darreres fases de la batalla

El novè dia els atenencs saberen que Erètria havia caigut per traïció. Això significava que ara Artafernes ja tenia llibertat de moviments, i que podria atacar Atenes. El 21 de setembre, l'exèrcit atenenc sortí a confrontar els perses. Això va ser probablement una decisió combinada dels generals, tot i que Heròdot diu que hi havia rotació de dies en comandància de cada general i que era Milcíades qui manava en aquell moment, ja que va tenir un paper important en convèncer els altres que ataquessin. Segons Heròdot, cinc estrategs van votar a favor d'atacar i cinc hi van votar en contra; Cal·límac, el polemarc, va emetre el vot decisiu en favor de l'ofensiva.
Com que la majoria de la infanteria persa eren arquers, el pla grec era avançar en formació fins a arribar al límit de l'efectivitat dels arquers, uns 200 metres, i després avançar desdoblats per tancar files ràpidament i fer entrar en joc la seva infanteria pesant. Això comportava que amb quasi tota seguretat haurien d'acabar lluitant en files desordenades, però això era preferible a donar més temps als arquers perses. El centre grec es va reduir a possiblement quatre rangs, dels vuit habituals, per tal d'estendre la línia i evitar que la línia persa superés els grecs. Les ales mantingueren els seus vuit rangs.
Els infants pesants grecs, o hoplites, estaven molt més cuirassats que les tropes perses i la pica que els grecs portaven els donava més abast que les llances curtes i les espases dels infants perses. L'avantatge persa venia de l'arc que molts d'ells portaven, però va ser parcialment neutralitzat per la superioritat de l'armadura grega.

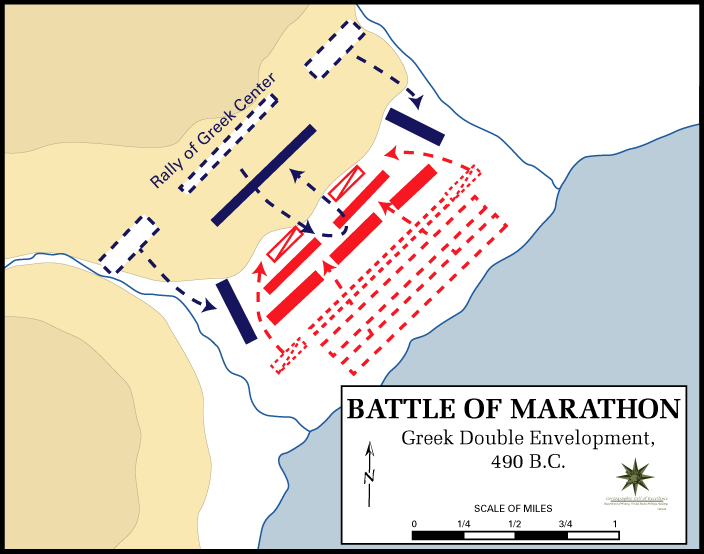
Les ales gregues (en blau) envolten les ales perses (en vermell), mentre el seu centre estratègicament aprimat omplia l'espai entre aquestes

A mesura que els grecs avançaven, les seves ales es posaren davant el centre, que estava sota foc intens dels arquers. Mentre es tancava la formació, alguns perses aconseguiren entrar als espais resultants i feren retrocedir el centre. El retrocés grec al centre, a part de portar els perses cap endins, també va dur les ales gregues cap a l'interior, escurçant la línia grega. El resultat sorprenent va ser un moviment de pinça, i la batalla va acabar quan l'exèrcit persa, premut fins a la confusió, va desbandar-se terroritzat cap als seus vaixells i els perses foren perseguits pels grecs.
Heròdot apunta que van morir 6.400 perses per uns 192 atenencs.

## Conseqüències
Tan aviat com Datis va sortir a la mar, els atenencs marxaren a Atenes. Van arribar a temps d'evitar que Artafernes aconseguís desembarcar. Veient la seva oportunitat perduda, Artafernes va girar cua i va tornar a Àsia. Els espartans arribaren més tard, van visitar el camp de batalla a Marató, i van proclamar que els atenencs havien guanyat una gran victòria.
La derrota a mans dels grecs dels perses, que no havien estat derrotats en terra durant moltes dècades, va causar grans problemes als perses. Veient que els perses no eren invencibles, molts pobles subjectes al seu govern es van revoltar després de la derrota dels seus ocupadors a Marató, i l'ordre no va ser restablert fins després d'uns anys.
Tenir Pèrsia com a enemic comú va ajudar a crear un sentiment de solidaritat entre les desunides ciutats estat gregues. La victòria també va col·laborar a establir la idea que els grecs eren «civilitzats» i els asiàtics merament «bàrbars».

## Conclusió
Marató no va ser en cap sentit una victòria decisiva sobre els perses, però va ser la primera vegada que els grecs van superar els perses en terra. John Stuart Mill afirmà que la Batalla de Marató va ser un fet encara més decisiu per als grecs que la batalla de Hastings ho fou per a la història britànica.
| «                                                        | Llur victòria investí els grecs amb una fe en el seu destí que duraria tres segles, durant els quals va néixer la cultura occidental. | » |
| — J.F.C. Fuller, A Military History of the Western World | |   |

Segons l'historiador grec Heròdot, que va néixer l'any de la batalla, un soldat atenenc anomenat Filípides va córrer d'Atenes a Esparta per demanar ajuda. Aquest esdeveniment es va convertir més tard en la llegenda popular que Filípides va córrer de Marató a Atenes. El Comitè Olímpic Internacional estima que la distància del camp de batalla a Marató fins a Atenes és de 34,5 quilòmetres. No hi ha proves històriques d'aquesta versió popular de la llegenda, que apareix per primera vegada en l'obra Sobre la glòria d'Atenes de Plutarc, al segle i. La història es convertí en la base per a la marató moderna. La cursa es corre actualment sobre una distància de 42,195 quilòmetres.